# Antitrombină

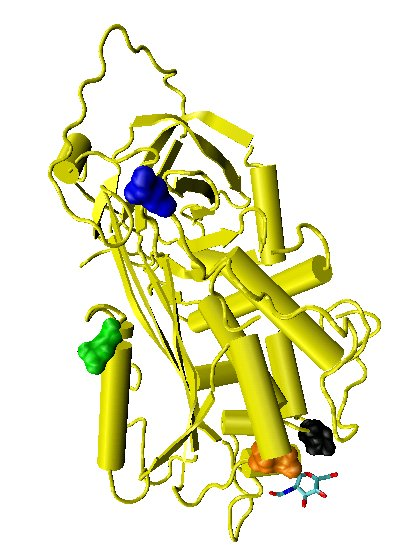
Structura terțiară a antitrombinei

Antitrombina este o glicoproteină de mărime mică ce are rolul de a inactiva câteva enzime implicate în cascada coagulării. Lanțul peptidic din structura sa conține 432 de resturi de aminoacid și este produsă de ficat. Prezintă trei legături disulfurice și patru situsuri de glicozilare. α-antitrombina este forma dominantă regăsită în plasmă și prezintă câte o oligozaharidă în fiecare dintre cele patru situsuri de glicozilare. β-antitrombina are un situs liber pentru glicozilare, fiind o formă minoră. Activitatea sa este semnificativ crescută de heparină, care acționează ca anticoagulant prin creșterea legării antitrombinei de factorul IIa (trombină) și factorul Xa.